# جزيئي
الجزيئي (بالإنجليزية: molecular)‏ في الكيمياء، هي عملية يجريها جزيء أو عملية تجري على مستوى حجم الجزيء. وهي تعني أحيانا عمليات تقوم بها جسيمات صغيرة.

## عناصر جزيئية
في الكيمياء تعني كلمة جزيئة أيضًا عنصر كيميائي في شكل جزيء مكوّن من عدد من الذرات. ومنها مثلا ديمر وهو جزيء مكون من ذرتين ، مثل الأكسجين O2، والنتروجين N2، والهيدروجين H2 والهالوجينات F2، وCl2، وجزيءات مكونة من عدد كبير من الذرات، مثل الأوزون O3، والفسفور P4 والكبريت S8.
من ناحية أخرى توجد عناصر في هيئة ذرات منفردة، مثل الغازات النبيلة: مثل الهيليوم والنيون والكريبتون.
نوعان من العمليات الجزيئة الهامة:

## بين الجزيئات
وهي عمليات تتم «بين الجزيئات» في الكيمياء والفيزياء مثل تفاعل كيميائي حيث يتم تفاعل نوعين أو أكثر من الجزيئات.
أمثلة على ذلك:
- معظم التفاعلات الكيميائية
- الروابط الهيدروجينية وهي تكثر في البروتينات.

في المركبات الكيميائية يؤثر التآثر المتبادل بين الجزيئات على خصائص المادة، مثل درجة الانصهار ودرجة الغليان ، والصلادة ، والذوبان ، وغيرها.

## داخل الجزيء
وهي عمليات تحدث في «داخل الجزيء».
أمثلة على ذلك:
- انقسام جزيء إلى ذراته (مثل الهيدروجين)
- تكوين أنهيدريد (أنظر انهيدريد حمض الفثاليك)
- تكوين إستر حمض الكربونيك ( مثل لاكتون وأميد حمض الكربونيك ولاكتام).
- الروابط الهيدروجينية (أنظر بروتينات).